# Crkva sv. Jure u Tučepima
Crkva Sv. Jure u Tučepima je crkva iz 14. stoljeća.

## Smještaj
Nalazi se na jugozapadu Tučepi, blizu mora.

## Povijest
Sagrađena je na temeljima svetišta razorene starokršćanske bazilike koja se nalazila u sklopu rimske vile.
Prvi se put spominje 1311. godine u imovniku župne crkve. 
Sagrađena je krajem 12. st. na temeljima starokršćanskog kultnog objekta ( memorije ? ), a obnovljena u 14. st. U 14. st. su oslikani na zidovima su posvetni križevi u fresko tehnici.
Godine 1993. detaljno je istražena i obnovljena.
Godine 1966. stavljena je pod državnu zaštitu spomenika kulture (24/71-66, reg. br. 9). Iz temelja je obnovljena g. 1992./93. nakon arheoloških i konzervatorskih istraživanja.

## Arhitektonske osobine
Romaničko-gotička je jednobrodna građevina s polukružnom apsidom. 
Pravilno je orijentirana građevina s polukružnom apsidom, presvedena je šiljatim svodom koji je zamijenio raniji bačvasti svod s pojasnicama. Na zapadnom je pročelju plitki trijem te kameni okvir vrata sastavljen od antičkih spolija, vrh pročelja je kamena preslica s lukom nastala u novije vrijeme. Unutrašnjost je podijeljena u tri traveja, srednji je uži te se pretpostavlja da je prvobitno crkva imala kupolu. U crkvi su uzidana dva korintska kapitela, na zidovima su posvetni križevi u fresko tehnici iz 14. st. Na južnom je zidu prozor zatvoren kamenom tranzenom.Izuzetan je spomenik graditeljske baštine srednjeg vijeka u Dalmaciji.

## Zanimljivosti
Ondje se nalazi nadgrobni spomenik iz 1. stoljeća s portretnim prikazom pokojnika.
Dugo se je vjerovalo da je to nadgrobni spomenik mletačkog dužda Petra Kandijana koji je poginuo nedaleko od tog mjesta u pomorsko-kopnenoj bitci s Neretvanskom kneževinom 18. rujna 887. godine.
U crkvici su ugrađeni križevi pronađeni na lokalitetu.

## Zaštita
Pod oznakom Z-5312 crkva i arheološko nalazište zavedeni su kao nepokretno kulturno dobro - pojedinačno, sakralna graditeljska baština, pravna statusa zaštićena kulturnog dobra.

## Vanjske poveznice

### Sestrinski projekti
|  | Zajednički poslužitelj ima još gradiva o temi Crkva sv. Jure |